# Newby (Scarborough)
Newby – osada w Anglii, w North Yorkshire. Leży 2,2 km na zachód od centrum miasta Scarborough, 56,3 km od miasta York i 310,3 km na północny wschód od Londynu. W 1881 roku civil parish liczyła 74 mieszkańców.